# Octarrhena podochiloides
Octarrhena podochiloides är en orkidéart som först beskrevs av Rudolf Schlechter, och fick sitt nu gällande namn av André Schuiteman. Octarrhena podochiloides ingår i släktet Octarrhena och familjen orkidéer. Inga underarter finns listade i Catalogue of Life.